# Beryl de Zoete
Beryl de Zoete (eigentlich: Beryl Drusilla de Zoete, verheiratete Beryl de Sélincourt, * 1879 in London; † 1962) war eine englische Balletttänzerin, Orientalistin, sowie Tanzkritikerin und -forscherin. Weiterhin ist sie als Übersetzerin Italo Svevos ins Englische bekannt. Weiterhin beteiligte sie sich an der Schaffung eines Oratoriums.

## Biographisches
Sie wurde in London geboren und hatte dort bis zu ihrem Tode den Lebensmittelpunkt. Sie heiratete 1902 Basil de Sélincourt (* 1876), wurde aber bald wieder geschieden. Sie war dann zeitlebens mit Arthur Waley (1889–1966) liiert, heiratete aber nicht mehr.
Sie studierte Tanz u. a. 1913 und 1915 bei Émile Jaques-Dalcroze und lehrte anschließend bis in die 20er Jahre. Sie machte weite Reisen, unter anderem nach Bali und Südasien.

## Berufliches
Im Bereich des Tanzes lehrte sie Eurhythmie und erforschte (Ost-)indische Tanz- und Theatertraditionen. Sie verfasste zusammen mit Walter Spies das Buch "Dance and Drama in Bali (1938)", welches immer noch eine Referenz bezüglich balinesischer Tanz- und Theaterformen ist. Es wurde erst 2002 wieder aufgelegt und ist inzwischen vergriffen. Über Tanzthemen schrieb sie für verschiedene Magazine. Ihre Tanzbücher erschienen über Bali 1938, über Indien 1953 und über Sri Lanka 1957.

## Werke
Als Beryl D. de Sélincourt (Wiederveröffentlichungen teilweise als Beryl de Zoete):
- Homes of the first Franciscans in Umbria, the borders of Tuscany and the northern marches (1905)
- Venice (1907)

Als Beryl de Zoete:
- Dance and Drama in Bali (mit Walter Spies, 1938; wiederveröffentlicht 2002 bei Periplus, Hongkong)[2]
- Dance and Magic Drama in Ceylon (1957, erschienen bei Faber and Faber, London)
- The Thunder and the Freshness : the collected essays of Beryl de Zoete (1963, mit einem Vorwort von Arthur Waley, erschienen bei Neville Spearman, London)